# قادوح رمادي
القادوح الرمادي هو نوع سمك من الفصيلة القادوحية من رتبة ينفوخيات الشكل. تعيش في المياه البطيئة الجريان والكثيرة الأعشاب، وتوجد في أمريكا الشمالية وأوروبا الشمالية وإسكندنافيا حتى آوراسيا المعتدلة. وهي مفترسة وصائدة ماهرة تتربص بفريستها بين الأعشاب، وبإمكانها أن تبتلع فريسة تزن نصف وزنها هي.هذا النوع من السمك يعيش منفردا أو في مجموعات صغيرة.

## الوصف
لهذه السمكة جسم مستطيل يأخذ شكلا بيضاويا، ورأس كبير يشبه رأس الخنزير ومن هنا جاءت تسميتها بالعربية. لها خطم مسطح واسع. لها فم كبير وأسنان حادة وهي ذات فكين قويين تؤهلها ابتلاع فريسة تزن نصف وزنها. لها أيضا ذيلٌ رفيع متفرع وزعنفة ظهرية تمتد على الجسم بمستوى واحد مع الزعنفة الشرجية، والزعانف البطنية تقع في منتصف البطن، أما الزعانف الصدرية فهي قريبة من الرأس. أقصى حجم لها 50 سم، وتزن حوالي 400 غرام.
صل نمو هذه السمكة متوسطة الحجم إلى 60 سم (24 بوصة) ، ولكن الطول الأكثر شيوعًا هو 44 سم (17 بوصة). يحتوي الفم الصغير الذي يشبه المنقار عند طرف الخطم على شفاه غليظة. تتواجد أعينها إلى الخلف بالقرب من الجزء العلوي من الرأس. وجسمها مضغوط بشكل جانبي عميق مع جلد صلب وخشن.
تحتوي الزعنفة الظهرية الأمامية على ثلاثة حسك، الأولى قوية جدًا وأطول بكثير من الأُخريين. تحتوي الزعنفة الظهرية الثانية على 26 إلى 29 خطا شعاعيا ناعمًا وهو تقريبًا بنفس حجم وشكل الزعنفة الشرجية التي تتواجد تحتها مباشرة ولا تحتوي على أشواك و 23 إلى 26 خطا شعاعًيا ناعمًا. الزعانف الصدرية عند هذا النوع صغيرة ومستديرة. الأشعة الخارجية للزعنفة الذيلية ممدودة لدى الكثير منها. المقاييس الموجودة على الرأس والنصف الأمامي من الجسم كبيرة، بينما حراشفها الموجودة في النصف الخلفي أملس وأصغر.
يميل لون هذه السمكة في الغالب إلى الرمادية الشاحب، رمادي مخضر أو بني أصفر. يحتوي الجسم على ثلاثة عوارض داكنة وعريضة وغير واضحة، وهناك خط شاحب على الذقن. الجزء العلوي من العين أزرق، وهناك بعض البقع والخطوط الزرقاء الصغيرة على الزعانف الظهرية والأجزاء العلوية من الجسم، وأحيانًا تتواجد نقاط بيضاء وخطوط غير المنتظمة في الأجزاء السفلية من الجسم. كلا من الزعنفة الظهرية والزعنفة الشرجية تقدمان مظهرًا رخاميًا إلى حد ما. يتلاشى لون الجسم قليلاً مع تقدم الحيوان في العمر: فالأحداث يكون أكثر زهوا

## التوزيع والموطن
هذه السمكة في الأساس هي سمكة مياه ضحلة في غرب المحيط الأطلسي. يمتد نطاقها الأصلي من نوفا سكوتيا إلى البحر الكاريبي وخليج المكسيك وبرمودا، وإلى الجنوب إلى الأرجنتين. توجد عادة على قيعان صلبة على الشعاب المرجانية والمناطق الصخرية، في البحيرات والخلجان، على أعماق تصل إلى حوالي 55 مترًا (180 قدمًا). توجد أيضًا على الجانب الآخر من المحيط الأطلسي، حول الجزر البريطانية، في البحر الأبيض المتوسط وقبالة ساحل أنغولا. ربما تكون قد عبرت المحيط الأطلسي نتيجة لحركة المياه في تيار الخليج. لا تتكاثر في المياه المحيطة ببريطانيا ولكنها تفعل ذلك في البحر الأبيض المتوسط.

## السلوك
تتحرك عن طريق تموجات الزعانف الظهرية. يمكن للأسماك إذا تعرضت للتهديد أن تشق طريقها إلى صدع واقي وتدخل في مكانها عن طريق إقامة النخاع الفقري الأمامي. من الصعب أزاحتها. يرتبط العمود الفقري الثاني بالأول، وعندما يكون مكتئبًا، فإنه يؤدي إلى فتح العمود الفقري الأول.
هذه الأنواع القاعية تتغذى على اللافقاريات التي تعيش في القاع مثل الجمبري وسرطان البحر والرخويات وقنافذ البحر وأصداف البحر ونجم البحر وخيار البحر. لديها أسنان قوية متخصصة في عمل ثقوب في الفريسة ذات القشرة الصلبة. وقد لوحظ امتلاكها سلوك تغذية مثير للاهتمام، حيث تضع الأسماك نفسها عموديًا فوق قاع البحر الرملي تنفخ تيارًا من الماء من فمها. هذا يغيرالركيزة وقد يكشف عن شيء صالح للأكل. المزيد من النفخات عن يزيد من فرص الحصول على الطعام أكثر، ويتم الإمساك بقطعة الفريسة بأسنانها الحادة وإزالتها من قاع البحر. إذا كان صدف البحر، فتقوم الأسماك بإسقاطه والتقاطه مرة أخرى ولعدة مرات حتى تهبط الفريسة رأسًا على عقب. ثم تتبنى السمكة موقفها العمودي مرة أخرى وتهاجم الوسط بفكين مغلقين، مما يسحق المنطقة المركزية الناعمة. ثم يجرف اللحم ويأكله.
يتطور الذكور إلى اللون الرمادي الفحمي ويتواجدون بكثافة خلال موسم التكاثر، والذي يبدأ في الصيف عندما تصل درجة حرارة الماء إلى حوالي 21 درجة مئوية (70 درجة فهرنهايت). يحضر الذكور ما يصل إلى اثني عشر من الأعشاش في تجاويف منتفخة من قاع البحر الرملي. ثم يقومون بدورات في المنطقة لإبعاد الأسماك غير المرغوب فيها. تتجول الإناث لتفقد مواقع العش. عفندما تكون الأنثى مستعدة، يدخل كل من الذكر والأنثى في العش ويدوران بإحكام حول بعضهما البعض بينما تضع أعدادًا كبيرة من البيض ويقوم بتخصيبها. تبقى الأنثى في العش، تحرس البيض وتهويه. يدافع الذكر عن المنطقة، والتي قد تحتوي على أعشاش أخرى تحوي بيضا تحميها الإناث. بهذه الطريقة، يظهر الذكر سلوك الإناث. تتغذى الكيدميات والنهاش الأحمر في بعض الأحيان على البيض الذي يفقس بعد حوالي خمسين ساعة. تهاجر اليرقات السمكية نحو سطح الماء حيث تصبح غالبًا جزءًا من المجتمع اعتمادًا على الحشائش العائمة. هناك تتغذى على الطحالب ، البرنقيل ، هيدرويدنيات والديدان متعددة الجلقية متعددة الأشواك. في الخريف، عندما تصل إلى حوالي 15 سم (6 بوصات) ، تغادر أسماك الأحداث السرجس وتغوص في قاع البحر.

## الصيد الترفيهي
يتم صيد هذه الأسماك بشكل ترفيهي حول فلوريدا وأماكن أخرى. يُعرف باسم سارقة الطعم وتوجد على عمق 20 إلى 40 مترًا (66 إلى 131 قدمًا) قبالة ساحل المحيط الأطلسي في فلوريدا، غالبًا بالاشتراك مع ذئب البحر والنهاش الأحمر. وبسبب فمه العظمي يحتاج إلى خطاف حاد صغير والذي يتم جذبه عادة بالحبار. اللحم ذو جودة عالية ولكن استهلاك هذه الأسماك مرتبط بحالات منعزلة من التسمم بالسيغواتيرا.

## روابط خارجية
فيديو مصور للقادوح الرمادي.
صور للقادوح الرمادي.